# Чикагский санитарно-судовой канал

Чикагский санитарно-судовой канал (англ. Chicago Sanitary and Ship Canal) — канал, связывающий Великие озёра (а именно озеро Мичиган посредством реки Чикаго и канала Калумет) с речной системой Миссисипи через реки Иллинойс и Дес-Плейнс. Также канал несёт сточную воду Чикаго в реку Дес-Плейнс. До завершения строительства канала в 1900, стоки попадали в озеро Мичиган, загрязняя воду. Канал является частью чикагской очистной системы (Metropolitan Water Reclamation District of Greater Chicago). В 1999 Американским Обществом Гражданских Инженеров (ASCE) система была названа гидротехническим сооружением тысячелетия. Канал включен в Национальный Реестр Исторических Мест 20 декабря 2011 .
Длина канала — 45 километров, ширина — 62 метра, глубина — 7,3 метра. До завершения строительства для судоходства использовался более мелкий и узкий канал Иллинойс — Мичиган.

## Планирование и строительство, 1887—1922
В 1887 году было принято решение изменить направление течения реки Чикаго. Инженер Айшем Рэндольф обратил внимание на хребет в 12 милях от берега, разделявший водосборные системы Миссисипи и Великих Озёр. Этот путь был известен ещё в доколумбовские времена коренным американцам, которые использовали его для того, чтобы попасть из бассейна реки Чикаго в бассейн реки Дес-Плейнс. Этот путь был пересечён каналом Иллинойс — Мичиган в 1840-х. В попытке улучшить дренажную систему и уменьшить загрязнение в реке Чикаго, поток реки был повёрнут уже в 1871, когда канал Иллинойс — Мичиган был углублен достаточно, чтобы изменить течение реки. Вскоре появился план, чтобы провести канал через этот хребет и нести грязную воду далеко от озера, через реки Дес-Плейнс и Иллинойс, к Реке Миссисипи и Мексиканскому заливу. В 1889 Генеральная ассамблея Иллинойса одобрила этот проект. Через четыре года Айшем Рэндольф был назначен главным инженером недавно сформированного Санитарного Отделения Чикаго. Смена курса реки Чикаго была достигнута в 1892 году, когда Армейский Корпус Инженеров углубил канал Иллинойс — Мичиган.
Новый Чикагский санитарно-судовой канал, связывыющий южный рукав реки Чикаго и реку Дес-Плейнс в Локпорте, был открыт 2 января 1900. Позже были построены ещё 2 канала : Северобережный в 1910 и Кал-Саг в 1922.
Строительство канала потребовало наибольших земляных работ, которые когда-либо были предприняты в Северной Америке вплоть до наших дней. Та же технология использовалась и позже при строительстве Панамского канала.

## Отведение воды из Великих Озёр
Чикагский санитарно-судовой канал действует, беря воду из озера Мичиган и сбрасывая её в водораздел реки Миссисипи. Во время конструирования количество воды было утверждено инженерными войсками США (USACE) и одобрено военным министром, закреплено "Законом о реках и гаванях"; однако эти ограничения не соблюдались и плохо регулировались. Увеличенный поток быстро уносил сточную воду, неся опасность для судоходства, USACE забеспокоились относительно уровня воды в Больших Озёрах и реке Святого Лаврентия, из которых бралась вода. Судебный процесс вёлся с 1907 года и в 1930 управление каналом вернули инженерным войскам США. Корпус инженеров сократил поток воды из Мичигана, но использовал канал для судоходства. Эти решения ускорили очищение сточных вод. На сегодняшний день отведение воды из Великих Озёр регулируется международным соглашением с Канадой через Объединенную Международную Комиссию и губернаторами штатов, на территории которых находятся озёра.